# جيري سميث (لاعب غولف)
جيري سميث (بالإنجليزية: Jerry Smith)‏ هو لاعب غولف أمريكي، ولد في 24 أبريل 1964 في كونسيل بلوفس في الولايات المتحدة.

## وصلات خارجية
- جيري سميث على موقع رابطة لاعبي الغولف المحترفين (الإنجليزية)
- جيري سميث على موقع رابطة اليابان للاعبي الغولف المحترفين (الإنجليزية)
- جيري سميث على موقع التصنيف العالمي الرسمي للغولف (الإنجليزية)